# 陳俊良 (導演)
陳俊良（1942年4月—2016年12月24日），出生於臺南州北港街（今雲林縣北港鎮），從電影排片入行，分別擔任過場記、戲劇指導、副導演、導演等工作，電視劇、電影皆有涉足。2016年12月24日（平安夜）因食道癌病逝於台大醫院。

## 副導演
- 1968年電影《青葉子》，導演吳振民
- 1968年電影《雙龍谷》，導演蔡揚名

## 戲劇指導
- 1999年12月華視八點檔電視劇《啞巴與新娘》
- 1999年5月民視九點檔電視劇《一枝草一點露》

## 導演

### 電影
- 1978年《糊塗三劍客》
- 1978年《糊塗俠女》（Three Shaolin Musketeers）
- 1979年《春寒》	Love in Chilly Spring
- 1979年《賭城風雲》
- 1979年《賭國仇城》A City of Vengeance
- 1980年《茉莉花》White Jasmine
- 1980年《天下一大笑》
- 1981年《職業兇手》The Professional Killer
- 1981年《大笑將軍》
- 1982年《孫悟空大戰飛人國》
- 1982年《新西遊記》
- 1983年《大集合》
- 1983年《王哥柳哥》
- 1983年《情報販子》
- 1985年《箭瑛大橋》Jyan Ying Bridge
- 1985年《電影秀》
- 1986年《5711438》
- 1987年《芳草碧連天》Flowers of Paradise
- 1987年《新桃太郎》	The Child of Peach
- 1988年《幽幻道士》（殭屍小子系列）
- 1988年《孩子王》King of the Children
- 1988年《新阿里巴巴》A Li Ba Ba
- 1989年《立體奇兵》（殭屍小子系列）
- 1990年《少爺當大兵》
- 1991年《新七龍珠》	New Seven Dragon Ball

### 電視劇
- 1993年《包青天》
- 1994年《煙鎖重樓》
- 1997年《施公奇案》
- 1998年《舉頭三尺有神明》
- 2003年《第8號當舖》
- 2006年《梁山伯与祝英台》
- 2008年《光陰的故事》

## 外景導演
2014年民視八點檔連續劇《嫁妝》

## 出品
- 1985年電影《殭屍小子》，金塗主演
- 1987年電影《哈囉殭屍》，金塗主演[2]

## 個人關係
蔡揚名為其表哥、蔡岳勳的表叔、導演朱延平的大師兄。

## 外部連結
- 陳俊良 Chun-Liang Chen在互联网电影资料库（IMDb）上的資料（英文）
- 陳俊良 Chan Jun-Leung在香港影庫上的簡介